# Pharaoh’s Curse
Pharaoh's Curse ist ein von Steve Coleman entworfenes Computerspiel aus dem Jahr 1983.

## Übersicht
Viele Jahrhunderte lang lagen die Schätze des Pharaoh in seinem Grab verborgen, bis der Spieler auf den Eingang gestoßen ist.
In Pharaoh's Curse muss man in 16 (4 × 4) Bildschirmen  einen Schatz einsammeln. Pro Schatz bekommt man ein Extraleben. In einer Übersichtszeile wird am oberen Bildschirmrand angezeigt, welche Schätze aus dem Grab noch fehlen. Dabei erscheinen regelmäßig zwei Gegner, der Pharao und die Mumie, die den Spieler verfolgen. Der Spieler sollte diese möglichst schnell abschießen, um zu vermeiden, dass er von ihnen abgeschossen wird. Im Bildschirm verstreut liegen außerdem sichtbare Fallen, die in regelmäßigen Zeitabständen oder beim Darüberlaufen zeitverzögert ausgelöst werden. Ansonsten gibt es noch Schlüssel und damit zu öffnende magische Schranken. Es ist nicht möglich, einen Schlüssel durch eine bereits geöffnete Schranke mitzunehmen. Man muss also immer einen Schlüssel in der Nähe der Schranke suchen. Außerdem gibt es eine fliegende Kreatur, die einen bei Berührung aufsammelt, durch die Bildschirme trägt und in einem zufälligen Bildschirm/Level fallen lässt.
Sobald man alle Schätze eingesammelt hat, muss man in den Startbildschirm gelangen. Danach bekommt man ein Levelpasswort und das Spiel startet erneut in einem höheren Schwierigkeitsgrad.

## Remake
1990 setzte die Szenegruppe Bignonia die C64-Version für den Amiga um.